# تاكيرو ساتو
تاكيرو ساتو (باليابانية: 佐藤 健) ممثل ياباني، ولد يوم 21 آذار 1989 في سايتاما، اليابان.

## روابط خارجية
- تاكيرو ساتو على موقع IMDb (الإنجليزية)
- تاكيرو ساتو على موقع ميوزك برينز (الإنجليزية)
- تاكيرو ساتو على موقع قاعدة بيانات الفيلم (الإنجليزية)
- تاكيرو ساتو على موقع كينوبويسك (الروسية)

## روابط أضافية
- الموقع الرسمي
- البروفايل الرسمي (باليابانية)
- المدونة الرسمية(باليابانية)